# David Krummenacker
David Krummenacker (* 24. května 1975 El Paso, Texas) je bývalý americký atlet, jehož hlavní disciplínou byl běh na 800 metrů, halový mistr světa z roku 2003.
V letech 2001 až 2003 se stal mistrem USA v běhu na 800 metrů. Největším úspěchem se pro něj stal titul halového mistra světa na této trati v roce 2003. Z předcházejícího roku pochází jeho osobní rekord v běhu na 800 metrů 1:43,92.